# Seilbahn

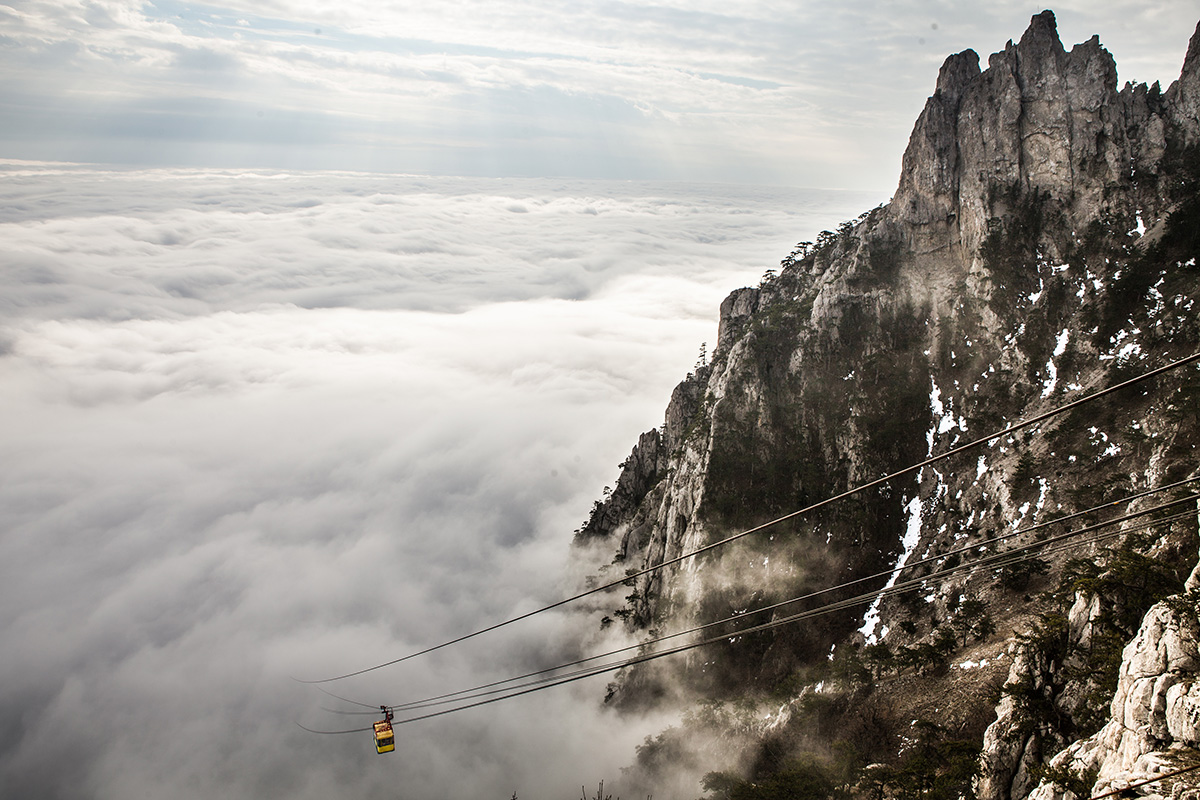
Seilbahn auf der Krim

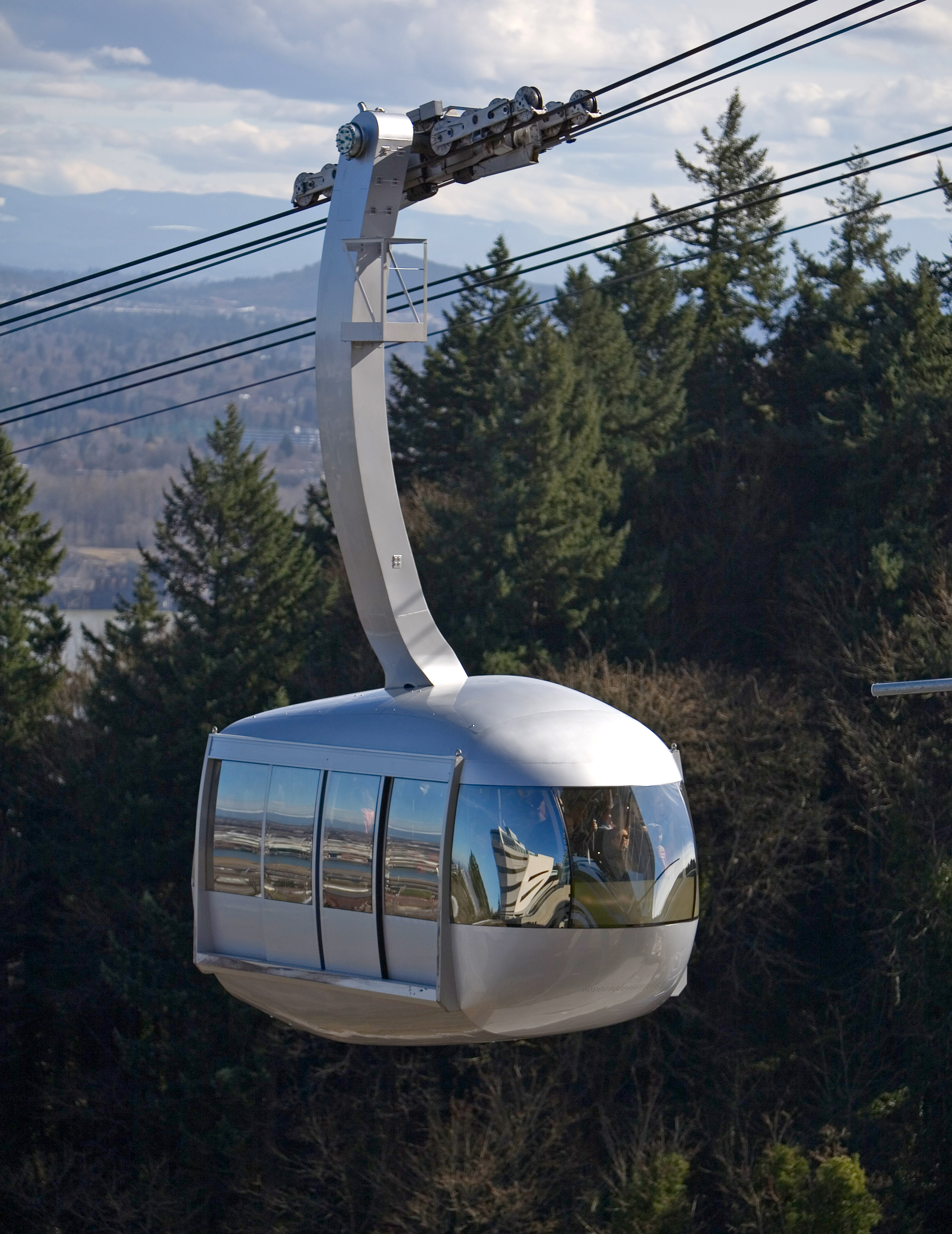
Portland Aerial Tram

Eine Seilbahn ist ein zu den Bahnen gehörendes Verkehrsmittel für den Personen- oder Gütertransport.
Seilbahnen werden nach folgenden Kriterien unterschieden:
- Auf Schienen fahrende Fahrzeuge, die von einem umlaufenden Drahtseil gezogen werden (Standseilbahn) oder Personen auf Sportgeräten, die von einem solchen Seil gezogen werden (z. B. Schlepplifte für Skifahrer)
- Kabinen, Sessel oder Transportbehälter, die an einem umlaufenden Förderseil hängend bewegt werden (Luftseilbahn)
- Kabinen, Sessel oder Transportbehälter, die auf einem fixierten Tragseil mithilfe von Hohlkehlrollen fahren und von einem umlaufenden Förderseil bewegt werden (Luftseilbahn)

Der Begriff Seilbahn wird im Sprachgebrauch als generischer historischer Begriff eher für Luftseilbahnen verwendet, woraus sich der Gebrauch ergeben hat, Standseilbahnen immer mit der Vorsilbe Stand- zu kennzeichnen. Seilbahnen, die auf Berge führen, gehören genauso wie die Zahnradbahnen zu den Bergbahnen. Ist eine Seilbahn in mehrere technisch voneinander getrennte, aber betrieblich der Gesamtanlage (z. B. durch gemeinsame Stationsgebäude) zuordenbare Abschnitte unterteilt, bezeichnet man diese als Sektionen.
Personen-Seilbahnen können sowohl touristische Ziele wie z. B. Berggipfel anfahren, als auch innerstädtisch im öffentlichen Personennahverkehr eingesetzt werden. Letzteres ist vor allem in (Süd)amerika verbreitet. Mit dem Seilbahnwesen im Allgemeinen befasst sich die Internationale Organisation für das Seilbahnwesen.

## Fremdsprachige Bezeichnungen
Der Begriff cable car bezeichnet im Britischen Englisch generell Luftseilbahnen, aber im Amerikanischen Englisch Kabelstraßenbahnen, dort werden Luftseilbahnen gondola (für „Gondelbahn“) oder aerial tram (für „Pendelbahn“) differenziert bezeichnet. Eine Standseilbahn heißt im gesamten englischen Sprachraum funicular railway oder gekürzt funicular.

## Klassifizierungen nach CEN
Seilbahnen werden nach CEN nach verschiedenen Kriterien klassifiziert:
- nach der Art des Tragmittels (Schiene, Seil, Schnee, Luftkissen)
- der Zahl der Seile mit unterschiedlichen Funktionen (Förderseil, Tragseil, Zugseil, Datenseil, Blitzschutzseil)
- der Betriebsart (Pendelbetrieb, Umlaufbetrieb)
- der Art der Fahrzeuge (Wagen, Kabine, Sessel, Kabinengruppe, Schleppbügel, Schleppteller, Loren, Kübel usw.)
- der Art der Verbindung zwischen Fahrzeug und Seil (fest oder betrieblich lösbar/kuppelbar)

## Bauarten

### Luftseilbahnen

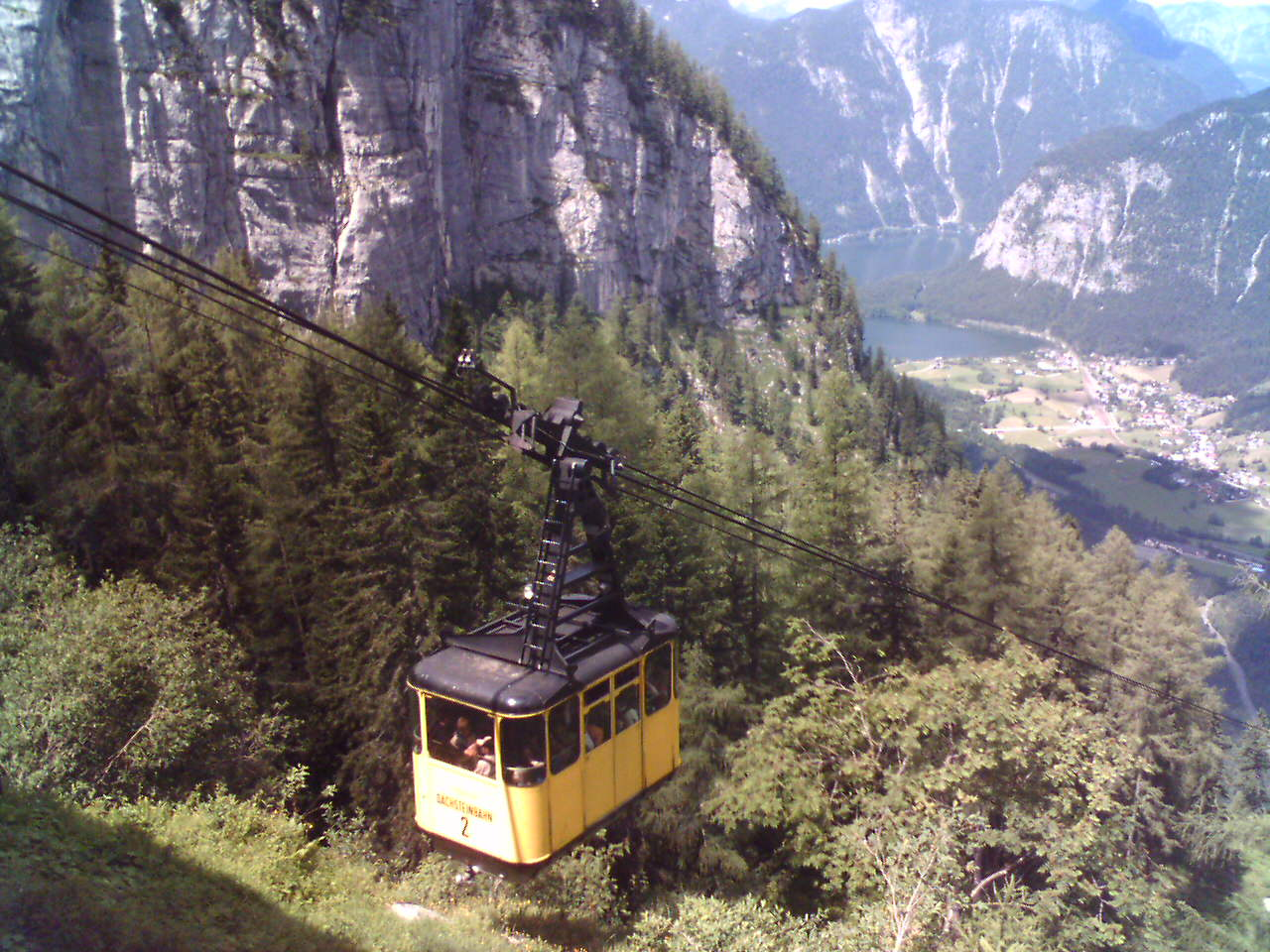
Luftseilbahn

Luftseilbahnen sind Bahnen, bei denen die Fahrzeuge an Trag- oder Förderseilen hängend ohne Bodenkontakt verkehren. Der vorgesehene Abstand der Seile zum Boden wird durch Seilbahnstützen gewährleistet. Sie sind die zahlenmäßig bei weitem häufigste Konstruktionsart der Seilbahnen. Der Begriff umfasst Pendelbahnen, Gondelbahnen, Sessellifte, Sesselbahnen, Kombibahnen sowie Materialseilbahnen.

### Schienenseilbahnen

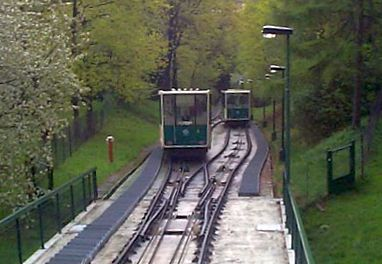
Standseilbahn

Diese Seilbahnen fahren auf Schienen auf einem eigenen Gleiskörper am Boden oder auf aufgeschütteten oder aufgeständerten Trassen.
- Standseilbahnen werden durch ein oder mehrere Seile, mit denen sie fest verbunden sind, bewegt[3]; sie fahren meist mit zwei Wagen (Kabinen, Fahrbetriebsmitteln) gegenläufig im Pendelverkehr (mit einer Abt’schen Weiche als Ausweiche). Zu dieser Gruppe zählen auch:
  - fix geklemmte Cable Liner Shuttle (siehe auch Automated People Mover)
  - Schrägaufzug genannte Standseilbahnen mit nur einem Wagen
  - die Standseilbahnen in Lissabon, dort Aufzüge genannt (Ascensores de Lisbon), bei denen aber nicht das Seil angetrieben wird, sondern die beiden durch das Seil verbundenen Wagen durch eigene Motoren im Fahrzeug angetrieben werden
- Kabelbahnen haben im Gegensatz zu Standseilbahnen kuppelbare Fahrzeuge. Dazu zählen insbesondere
  - Kabelstraßenbahnen, die meist gemeinsam mit anderen Straßenfahrzeugen auf der Straße fahren und von denen als letztes und einziges System noch die San Francisco Cable Cars übriggeblieben sind
  - die an ein Zugseil ankuppelnde Mini-Metro, ein seilgezogenes Personal-Rapid-Transit-System
- Außerdem werden die früher gebräuchlichen schiefen Ebenen (mit Seilen als Zughilfe für Adhäsionsbahnen) dazugezählt.

### Schlepplifte

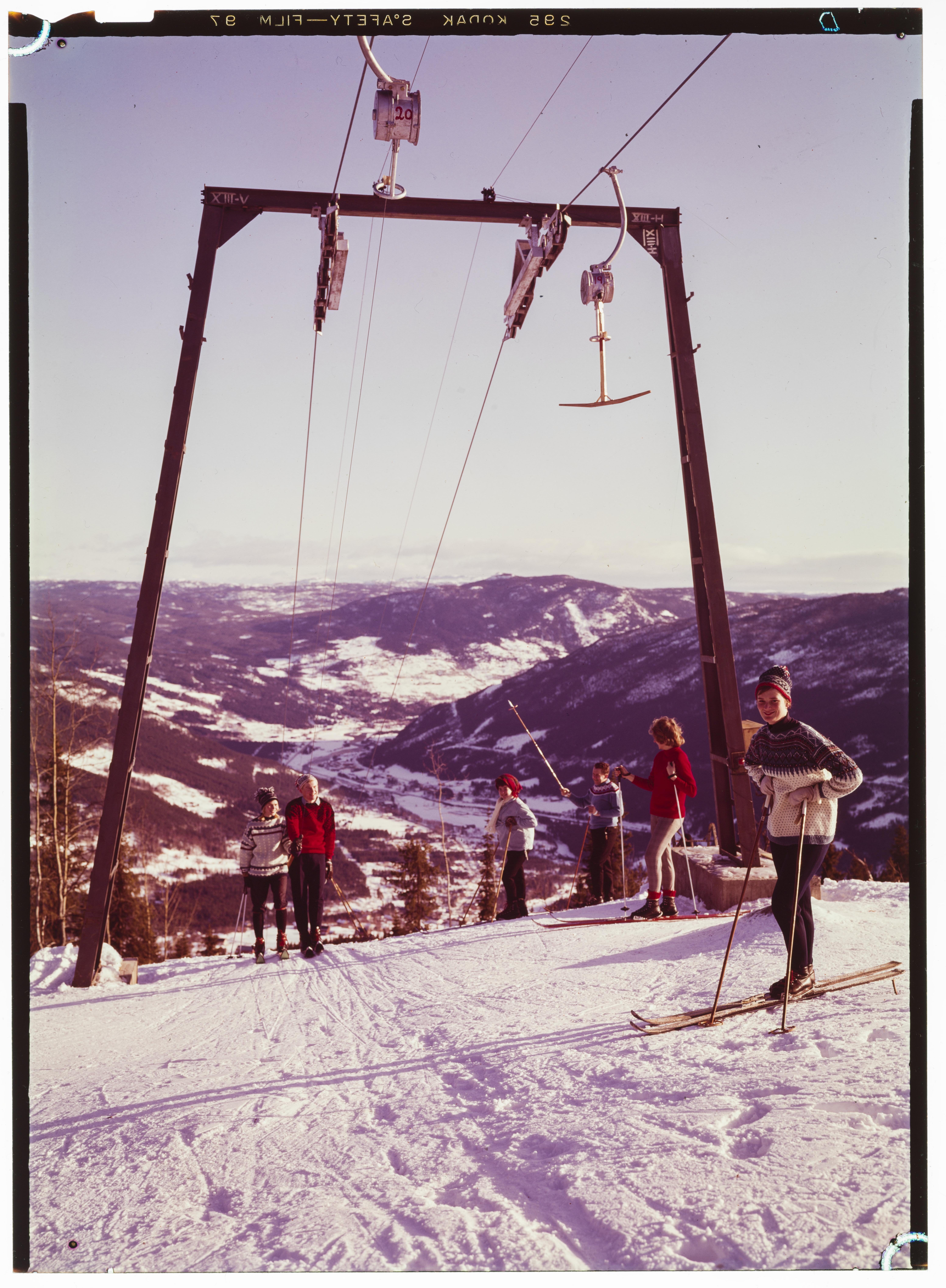
Schlepplift mit Kurzbügel

Schlepplifte und Schlittenseilbahnen zur Beförderung von am Boden fahrenden Wintersportlern werden ebenfalls zu den Seilbahnen gezählt.

### Sonderkonstruktionen
- Seilgetriebene Hängebahnen wie die Schwebebahn Dresden oder Anlagen zum internen Materialtransport in Industriebetrieben.

- Luftkissenschwebeseilbahn. Sonderfälle sind Luftkissenschwebebahnen mit Seilantrieb wie die Dorfbahn Serfaus (Österreich) oder die Skymetro am Flughafen Zürich.

- Bei Gondolettas verläuft das Zugseil unter der Wasseroberfläche und zieht Boote, die darauf schwimmen, ähnlich der Kettenschifffahrt.

### Anlagenbestand weltweit
Die 61. Internationale Tagung der Technischen Aufsichtsbehörden (ITTAB) veröffentlichte für das Jahr 2011 folgende weltweiten Anlagen- und Beförderungsfallzahlen:
| Art der Seilbahn                         | Anzahl | Beförderte Personen (Millionen) |
| ---------------------------------------- | ------ | ------------------------------- |
| Standseilbahnen                          | 00.251 | 0.099,8                         |
| Zweiseilbahnen (Pendelbetrieb)           | 00.754 | 0.174,2                         |
| Zweiseilbahnen (Umlaufbetrieb)           | 00.029 | 0.009,6                         |
| Einseilumlaufbahnen (Kabinenbahnen, EUB) | 00.899 | 0.433,2                         |
| Kombibahnen                              | 00.045 | 0.030,7                         |
| Kuppelbare Sesselbahnen                  | 01.961 | 0.826,8                         |
| Sessellifte, fix geklemmt                | 04.888 | 0.647,8                         |
| Schlepplifte                             | 12.041 | 0.969,4                         |
| Spezialbahnen                            | 00.223 | 0.293,0                         |
| Summen                                   | 21.091 | 3.484,6                         |

## Eigenschaften

### Fahrgeschwindigkeit

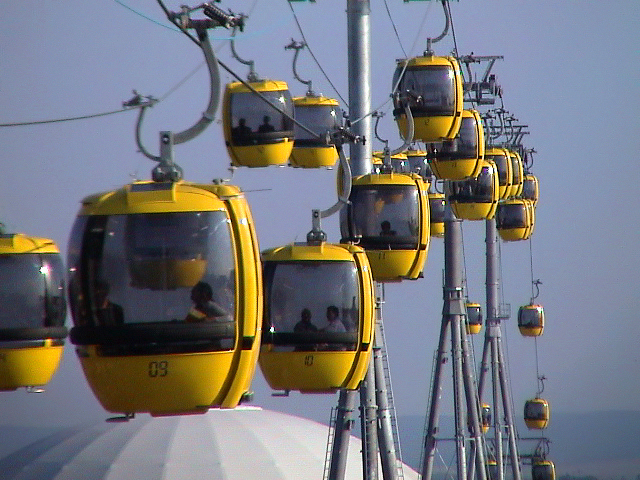
Seilbahn auf der EXPO 2000 in Hannover

Die aufgrund technischer Gegebenheiten und gesetzlicher Vorschriften erreichbaren Maximalgeschwindigkeiten betragen
- bei Standseilbahnen 14 m/s (rund 50 km/h),[5]
- bei Pendelbahnen bis zu 12,5 m/s (rund 45 km/h),[6]
- bei Gondelbahnen 6 m/s (rund 22 km/h),[7]
- bei Sesselbahnen 6 m/s (18 km/h),[7]
- bei Schleppliften mit hoher Seilführung 4 m/s und bei niederer Seilführung 1,8 m/s.[8]

Kuppelbare Fahrbetriebsmittel werden innerhalb der Station beschleunigt und abgebremst, fix geklemmte außerhalb der Station, was sich auf die nötige Baulänge der Stationen, aber auch auf die erreichbare Endgeschwindigkeit auswirkt. Um Energie zu sparen, können Seilbahnen mit geringeren Geschwindigkeiten gefahren werden. Die Maximalgeschwindigkeit kommt bevorzugt zum Einsatz, um großen Andrang und hohe Fahrgastzahlen bedienen zu können.

### Energiebedarf
Seilbahnen werden überwiegend elektrisch angetrieben. Da der Antrieb ortsfest in einer Station erfolgt, müssen in Fahrzeugen keine Akkumulatoren und Antriebssysteme bewegt, beschleunigt oder verzögert werden. Allerdings muss bei Seilbahnen Energie dafür aufgewendet werden, um die tonnenschweren Zug- oder Förderseilschleifen mitsamt den daran befindlichen Fahrbetriebsmitteln zu beschleunigen und zu bewegen. Das Anfahren ist – abgesehen nach Notstopps – bei umlaufenden Förderseilen nur beim täglichen Betriebsbeginn nötig, kuppelbare Fahrbetriebsmittel werden gesondert beschleunigt und abgebremst. Bei der Umlenkung von Zug- und Förderseilen reiben die Drahtseillitzen aneinander, infolge dieser inneren Reibung werden Biege- und Bewegungsenergie in Wärme umgesetzt. Zur Verminderung der inneren Seilreibung werden die Drahtseile gefettet, die Durchmesser der Umlenk- und Antriebsseilscheiben passend zum Seildurchmesser möglichst groß gewählt sowie (senkrechte, größenbeschränkte) Trag-, Stütz- und Niederhalterollen als vielzählige Abfolge (Laufkatze, Rollenbatterie; siehe Seilbahnstütze#Führung von laufenden Seilen) ausgeführt.
Seilbahnen können mit modernen rückspeisefähigen Asynchronmotoren mit Frequenzumrichtern als Antriebsmaschinen ausgerüstet werden, die im Bremsbetrieb (Tallast größer als die Berglast) als Nutzbremse im Generatorbetrieb Strom wieder in das Versorgungsnetz zurückspeisen können. Genutzt wird das vor allem bei Zubringerbahnen, die Skifahrer von einem höhergelegenen Skigebiet (Gletscher) wieder zu Tal bringen, und bei Materialseilbahnen, die dauernd Lasten bergab transportieren.
Bei allen zweispurigen Seilbahnen mit gemeinsamer Zug- oder Förderseilschlaufe (Umlaufseilbahnen, Pendelbahnen, Standseilbahnen) stehen die Massen der auf- und abwärts bewegten Seile und leeren Fahrbetriebsmittel bei vorhandenen Höhendifferenzen meist annähernd im Gleichgewicht. Es muss nur Antriebsenergie zum Anheben der bergfahrenden Last, zur Überwindung der Reibungsverluste, der Trägheit und des Luftwiderstandes aufgewendet werden. Diese Seilbahnen nutzen die potentielle Energie talfahrender Lasten durch die mechanische Kopplung unmittelbar aus, um den Leistungsbedarf für den Höhengewinn bergfahrender Lasten (bei Steigungen oder beim Seildurchhang) oder für die sonstige aufzubringende Energie zumindest teilweise zu kompensieren und dadurch den Energieverbrauch zu vermindern. Im Vergleich zu anderen strombetriebenen nutzbremsenden Nahverkehrsmitteln bringt diese systembedingte Vermeidung von getrennten, verlustbehafteten Umwandlungen von elektrischer Energie in mechanische Arbeit und zurück einen Vorteil, der Seilbahnen zum energieeffizientesten strombetriebenen Verkehrsmittel überhaupt macht.
Von 100 % elektrischer Leistungsaufnahme einer Umlaufbahn (Lenzerheide Bergbahnen (Schweiz), mit 65 % Auslastung bei voller Geschwindigkeit) waren im Schnitt 40 % für die Transportleistung, 40 % für Seilreibung und Rollenreibung, 11 % für Antriebsverluste (bei Motor, Getriebe und Umrichter), 5 % für die Bahninfrastruktur (Bewegung der Kabinen in der Station) und 4 % für Windverluste nötig.
Der tatsächliche Energiebedarf pro Person und km sowie die damit verbundenen CO2-Emissionen hängen maßgeblich von der Auslastung ab. Gemäß Veröffentlichung eines Seilbahnherstellers wurden während der Bundesgartenschau 2011 in Koblenz 1.046 MWh an Energie für die dortige Seilbahn benötigt, während die Beförderung der Besucher nur mit Shuttlebussen 4.036 MWh erfordert hätte.

### Sicherheit
Wie alle exponierten Bauwerke laufen die Fahrzeuge, Stützen, Masten und Seile von Luftseilbahnen und die Fahrzeuge, Schienen und Ständerkonstruktionen von Standseilbahnen Gefahr, von Blitzen getroffen zu werden. Da die Seile über gummigefütterte Rollen geführt werden und dort kein Erdschluss zustande kommt, helfen spezielle Blitzschutzmaßnahmen, Personen- und Materialschäden zu vermeiden. Geschlossene Fahrzeuge sind dabei wie Faradaysche Käfige sicher für die Beförderten, Erdschluss bei Schleppliftbenutzern kann tödlich verlaufen (mehr dazu bei Blitzschutz bei Seilbahnen).
Zur Erkennung technischer Mängel werden alle Seilbahnanlagen entsprechend den gesetzlichen Vorgaben einer technischen Erstabnahme bei Fertigstellung und im Betrieb wiederkehrend überprüft. Zur regelmäßigen Überprüfung der Drahtseile kommen dabei Verfahren der zerstörungsfreien Werkstoffprüfung wie die magnetinduktive Methode zur Anwendung.
Als Folge der Brandkatastrophe der Gletscherbahn Kaprun 2 im Jahre 2000 mit 155 Todesopfern wurden die gesetzlichen Vorschriften und Leitfäden bezüglich des Brandschutzes in Seilbahnen überarbeitet und die Anforderungen verschärft.
Ausgearbeitete Bergungskonzepte (etwa Abseilen der Fahrgäste, Bergung mit Bergefahrzeugen oder per Hubschrauber bei Luftseilbahnen, Notstiegen bei Standseilbahnen) oder in jüngerer Zeit alternativ Räumungskonzepte (Fahrt aller Fahrbetriebsmittel in die nächste Station auch bei Ausfall des Hauptantriebs) sind die Voraussetzungen zur Erlangung einer Seilbahn-Betriebsbewilligung.

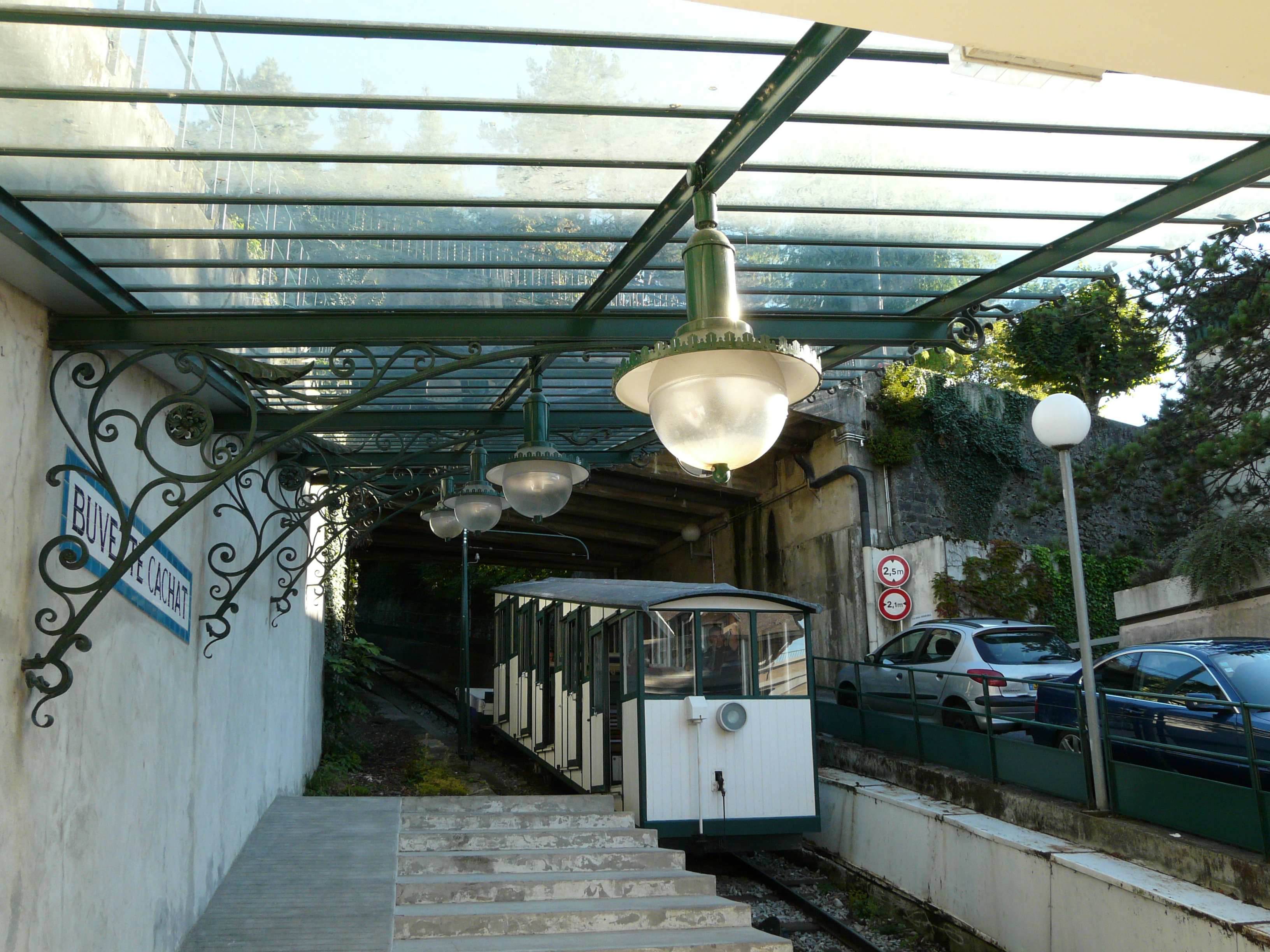
Station der im Jahre 2002 im Originalzustand wiederhergestellten Standseilbahn in Évian-les-Bains (Frankreich)

Dazu siehe auch:
- Sicherheit bei Luftseilbahnen
- Liste von Seilbahnunglücken
- Seilbahnunfall

### Barrierefreiheit
Luftseilbahnen mit geschlossenen Fahrbetriebsmitteln (Gondeln) können, falls dies für den Einsatzzweck gefordert ist, ab einer gewissen Größe der Gondeln (ab ca. 8er-/10er Gondel) weitgehend barrierefrei gestaltet werden, bei kleineren Fahrzeugen kann es zu Einschränkungen bei der Türbreite und dem Platzangebot für Rollstühle oder Kinderwägen kommen. Bei Standseilbahnen können sich Einschränkungen aufgrund der meist der Streckenneigung angepassten Bahnsteige ergeben. In der Schweiz müssen nach dem Behindertengleichstellungsgesetz Seilbahnen ab neun Plätzen pro Transporteinheit (mit Ausnahme der Skilifte und Sesselbahnen) behindertengerecht sein.

## Vorschriften

### Seilbahngesetze
Die Europäische Union hat die Vorschriften für Seilbahnen in der EU-Richtlinie 2000/9/EG des Europäischen Parlamentes und Rates vom 20. März 2000 für Seilbahnen für den Personenverkehr harmonisiert und den Regelungsinhalt der Landesgesetze in den Mitgliedsstaaten für industriell hergestellte und auf dem Markt gehandelte Komponenten von Seilbahnanlagen (Sicherheitsbauteile und Teilsystemen) reguliert. Die Verordnung (EU) 2016/424 über Seilbahnen aktualisiert und ersetzt die ursprüngliche Richtlinie. Neuere Seilbahntypen werden von der Verordnung erfasst.
Bau und Betrieb einer Seilbahn müssen behördlich nach den jeweiligen nationalen Gesetzen und Verordnungen genehmigt werden. Dies sind beispielsweise
- in Deutschland die Landesseilbahngesetze mit einer Reihe von Verordnungen und den Vorschriften für den Bau und Betrieb von Seilbahnen (BOSeil);
- in Österreich das Seilbahngesetz 2003,[3] 2007 wesentlich erweitert;[21] vor dem Gesetz von 2003 waren die gesetzlichen Bestimmungen im Eisenbahngesetz 1957[22] geregelt.
- in der nicht zur Europäischen Union gehörenden Schweiz das Bundesgesetz vom 23. Juni 2006 über Seilbahnen zur Personenbeförderung (Seilbahngesetz, SebG),[23] das zum Geltungsbereich und technischen Rahmenbedingungen ausdrücklich mit der EG-Richtlinie 2000/9/EG harmonisiert ist.[24]

Seilbahnen, die ihren Betrieb behördlich als öffentlichen Verkehr konzessioniert oder bewilligt bekommen haben, unterliegen im Regelfall sowohl einer gesetzlichen Betriebspflicht (Aufrechterhaltung des genehmigten fahrplanmäßigen Betriebes) als auch einem Beförderungszwang bzw. Kontrahierungszwang und sind verpflichtet, Fahrgäste mitzunehmen, solange sich diese an die Beförderungsbedingungen halten und den Anweisungen des Personals zum ordnungsgemäßen Betrieb Folge leisten.

### Nicht den Seilbahngesetzen unterliegende Anlagen
Nicht zu den in den vorgenannten Seilbahngesetzen geregelten Seilbahnen gehören folgende Anlagen, die Seile als Förder- oder Kraftübertragungsmittel einsetzen:
- Aufzüge, die anderen gesetzlichen Vorschriften unterliegen
- Wasserskilifte, die technisch zu den Schleppliften gehören, in den Gesetzen oder Verordnungen aber meist nicht durch die Seilbahngesetze, sondern durch andere Regelungen wie z. B. das Wasserrecht erfasst werden
- für land- oder forstwirtschaftliche Zwecke genutzte Anlagen wie Seilwege zur Heueinbringung in steilem Gelände, Seilwinden und Laufwagen zur Beförderung von Baumstämmen oder Ackern mit Seilzug in steilem Gelände
- Seilzüge, die keine Fahrzeuge transportieren (Kameraseilbahnen, Lawinensprengseilbahnen, Laufkatzen)
- Fahrradlifte
- seilgezogene Hängebahnen
- Werksseilbahnen
- militärisch genutzte Seilbahnen
- Seilbahnen im Bergbau (sie unterliegen dem Bergrecht)
- Vergnügungsattraktionen wie etwa Riesenräder
- Seilbahnen auf Kinderspielplätzen
- Seilrutschen in der Bergrettung und im Outdoorsport
- Spielzeug- und Modellseilbahnen
- entlang von Seilen bewegte Rollfähren und von Zugseilen gezogene Schwebefähren
- Seilzüge der Bühnentechnik, auch wenn damit Menschen bewegt werden
- Schlapp- und Hochseil der Artistik, auch wenn darauf mit Fahrzeugen gefahren wird.

## Bedeutende Konstrukteure und Seilbahnpioniere
(in alphabetischer Reihenfolge)
- Carl Roman Abt entwickelte neben vielem anderen die Abtsche Weiche für Standseilbahnen
- Tommaso Agudio entwickelte ein Standseilbahnsystem
- Adolf Bleichert, Wegbereiter des Seilbahnbaus und Gründer der Adolf Bleichert & Co., Fabrik für Drahtseilbahnen, Leipzig-Gohlis, der später weltweit größten Seilbahnfabrik
- Ernst Constam, Erfinder des Bügelskilifts
- Denis Creissels (Frankreich), gilt als Erfinder der gleichnamigen Klemme für Einseilumlaufbahnen und der Umlaufseilbahnen System Funitel mit zwei parallel geführten Förderseilen.[26]
- Artur Doppelmayr
- Karl Garaventa (Schweiz), Gründer der Garaventa AG
- Willy Habegger (Schweiz), Bau der ersten fixen Zweiersesselbahn, erste kuppelbare Kabinenumlaufbahn[27]
- Gerhard Müller erfand das System Müller mit der Müller-Klemme für kuppelbare Einseilumlaufbahnen.
- Remigi Niederberger (1860–1926), Pionier für Kleinseilbahnen
- Theobald Obach reichte 1870 ein österreichisches Patent auf eine Drahtseilbahn mit getrennten Seilen für Traglast und Zug mit Exzenterklemmapparat, Seilauflagerschuhen und Tragrollen ein.[28]
- Karl Peter (1917–2005) erfand und baute die ersten vollautomatischen Seilbahnen (z. B. Bergbahn Lech–Oberlech, Luftseilbahn Brusino Arsizio–Serpiano, Härmelekopfbahn, Seefelder Jochbahn, Graseckbahn, Laber Bergbahn)
- Julius Pohlig (Deutschland), baute unter anderem die Seilbahn auf den Zuckerhut (1912)
- Bruno Rixen, Pionier am Fachgebiet des Wasserskilifts
- Josef Staffler (Südtirol), Erbauer der ersten Personenseilbahn in Mitteleuropa (1912)
- Walter Städeli (Schweiz), Gründer der weltweit tätigen, ehemaligen Seilbahnfirma WSO
- Leonardo Torres Quevedo baute die erste Seilbahn allein für den Personentransport (1907)
- Hans Troyer. Troyer baute den ersten Sessellift Italiens und gilt als Erfinder von schwenkbaren Rollenbatterien, Seilabspannungen am Gegengewicht, hydraulischen Seilklemmen und einem selbstfahrenden Seilbahnwagen, wie er noch heute bei Bergegondeln eingesetzt wird[29]
- Georg Wallmannsberger erfand das erste automatisch betätigte Seilklemmensystem für kuppelbare Zweiseil-Umlaufbahnen.
- Ernst Wilfer, unter seiner Leitung wurde die erste Doppelsesselbahn Deutschlands errichtet.
- Adam Wybe (1584–1653), errichtete 1644 in Danzig eine der ersten Seilbahnen weltweit.
- Luis Zuegg, er entwickelte unter anderem das System Bleichert-Zuegg.

### Hersteller (Auswahl)
Die Doppelmayr/Garaventa-Gruppe und die Leitner-Gruppe dominieren rund 90 % des Weltmarkts.
- Die Doppelmayr/Garaventa-Gruppe (Österreich) ist Weltmarktführer.[31]
- Die Leitner AG (Südtirol/Italien) und Pomagalski (POMA) (Frankreich) haben denselben Eigentümer und bilden die zweite Position am Weltmarkt.[32]

Weitere Hersteller sind oder waren:
- Adolf Bleichert & Co. (Deutschland), Seilbahnsparte um 1994 eingestellt und technische Zeichnungen an Doppelmayr verkauft
- Albert Buss & Cie. (Schweiz; historisch)
- Bartholet (Schweiz)[33]
- Carvatech (Österreich, vormals Swoboda Kabinenbau)
- Calag Gangloff (Schweiz) vormals Gangloff (Schweiz)
- Giovanola (Schweiz)[34]
- Girak (Österreich)
- Graffer (Italien)[35]
- Hölzl (Italien, bis 2002, fusioniert zur Doppelmayr Italia)
- Seebacher Maschinenbau (Schweiz; historisch)
- Von Roll (Schweiz; bis 1996, verkauft an Doppelmayr), siehe auch System Von Roll (Seilbahn)
- Waagner-Biro (Österreich), Seilbahnsparte verkauft an Leitner[36]
- Wyssen Seilbahnen (Schweiz)

Außer in den Alpenländern existieren noch Seilbahnhersteller in der Türkei (beispielsweise STM), Japan (beispielsweise Anzen Sakudo, Nippon Cable, Taihei), Indien (beispielsweise Dadomar Ropeways, Conveyor&Ropeway Services), China (beispielsweise ENFI, Beijing Goodyou Ropeway Engineering), den Vereinigten Staaten u. a. m. sowie Hersteller, die auf den Bau von Seilbahnkabinen, Schleppliften, Sesselliften oder Materialseilbahnen spezialisiert sind. Auch komplette Seilbahnen sind dabei nicht von Produktpiraterie verschont.

### Seilbahnen als Kulturgüter
Das Schweizer Bundesamt für Kultur publizierte 2011 das Schweizer Seilbahninventar mit näheren Angaben über Schweizer Seilbahnen von besonderer kulturhistorischer oder technischer Bedeutung. Das Inventar enthält 67 Objekte von nationaler und 44 Objekte von regionaler Bedeutung sowie 18 besonders innovative neuere Seilbahnanlagen. Insgesamt sind in der Schweiz rund 3.000 Seilbahnen zugelassen.
In Deutschland steht z. B. die Predigtstuhlbahn in Bad Reichenhall unter Denkmalschutz. Die 1928 errichtete Bahn ist die weltweit älteste original erhaltene Seilschwebebahn.
Mitunter werden Gondeln abgebrochener Seilbahnen an Interessenten verkauft, für Tourismuswerbung oft im Freien aufgestellt, kleine auch auf Messen, als Gartenhütte oder Unterstand am Berg, als Fotomotiv, Spielgerät oder Dekoration genutzt.